# 叶千佳
叶 千佳（かのう ちか、1978年3月29日 - ）は、日本の女優。元宝塚歌劇団星組娘役。
岡山県倉敷市出身。愛称ちか。身長160cm。血液型はAB型。叔母は元月組男役スター旺なつき。

## 略歴
岡山県立倉敷中央高等学校1年修了。
1994年 宝塚音楽学校に入学。
1996年 38人中26番の成績で宝塚歌劇団入団。82期生。芸名は多くの夢が叶うよう命名。月組に配属される。
2001年星組に組替え。
2004年12月26日（東京宝塚劇場「花舞う長安／ロマンチカ宝塚'04」千秋楽）付で宝塚退団。以降女優として舞台を中心に活動。
2014年12月26日、一般男性との結婚を発表。

## 宝塚在団中の主な舞台

### 音楽学校～組配属以前
- 1995年12月16～17日、宝塚音楽学校文化祭、オムニバスミュージカル「愛のラプソディ」プロローグの歌手、第2話配役:ソフィア/第2部「寿歌」合唱
- 1996年3月29日～5月6日 月組宝塚大劇場公演「CAN-CAN／マンハッタン不夜城」初舞台
- 1996年4月9日13時、4月14日11時、4月23日18時、4月28日15時の82期生口上に涼乃かつきと毬乃ゆいと共に出演。
- 1996年4月16日 初人公演「CAN-CAN」パリジェンヌ、客の女

### 月組時代
1996年
- 7月4日～30日、東京宝塚劇場公演「CAN-CAN／マンハッタン不夜城」パリジェンヌ、カンカン／ロケット
- 7月16日、東京新人公演「CAN-CAN」パリジェンヌ、客の女
- 9月20日～11月4日、宝塚大劇場「チェーザレ・ボルジア／プレスティージュ」カゲコーラス、メイド／淑女、ロケット、ほか
- 10月8日、新人公演「チェーザレ・ボルジア」僧侶、兵士、市民女3、ほか
- 12月20日～1997年2月2日、宝塚大劇場公演「バロンの末裔／グランド・ベル・フォリー」群集（女）／フェスタの女、カゲコーラス

1997年
- 1月1日、宝塚大劇場「元旦特別ショー」
- 1月14日、新人公演「バロンの末裔」
- 2月20日～3月14日、バウホール、東京特別公演「Non-STOP!!―午前0時に幕は開く―」カヌー、ほか
- 4月4日、東京宝塚劇場「バロンの末裔／グランド・ベル・フォリー」群集（女）／フェスタの女、カゲコーラス
- 4月15日、東京新人公演「バロンの末裔」
- 6月27日～8月4日、宝塚大劇場「EL DORADO」太陽の乙女、祈りの女、ほか
- 7月15日、新人公演「EL DORADO」帝国の女、皇帝の妻、帝国の男、ほか
- 8月23日～9月23日、バウホール、東京・名古屋特別公演「FAKE LOVE」アンジェラ
- 9月5日、宝塚大劇場「歌劇誌「花の道より」300回記念チャリティスペシャル「タカラヅカ・フォーエバー」」
- 10月10日、静岡県春野町、白井鐡造先生を偲ぶ夕べ「すみれの里と宝塚歌劇」
- 11月3日～27日、東京宝塚劇場公演「EL DORADO」帝国の女、貴婦人、インディオの女（コーラス）、ほか
- 11月11日、東京新人公演「EL DORADO」イレーネ（本役：花瀬みずか）
- 12月20日～28日、バウホール「ワン・モア・タイム」マージョリー ＊ダブルヒロイン

1998年
- 1月29日、宝塚大劇場「WEST SIDE STORY」前夜祭
- 2月13日～3月23日、宝塚大劇場「WEST SIDE STORY」エニーボディズ
- 3月3日、新人公演「WEST SIDE STORY」第2部：マリア（本役：風花舞）＊ヒロイン
- 5月29日、TAKARAZUKA1000days劇場 オフィシャル･プレビュー「WEST SIDE STORY」
- 5月30日～7月6日、TAKARAZUKA1000days劇場こけら落とし公演「WEST SIDE STORY」エニーボディズ
- 6月16日、東京新人公演「WEST SIDE STORY」第2部：マリア（本役：風花舞）＊ヒロイン
- 8月1日～9日、シアタードラマシティ「ブエノスアイレスの風」リリアナ
- 9月18日～10月26日、宝塚大劇場「黒い瞳／ル・ボレロ・ルージュ」雪の精、反乱軍の女／オピウム・ボーイ、Wトリオ、ほか
- 10月6日、新人公演「黒い瞳」パラーシカ（本役：西條三恵）
- 11月10日～16日、初風緑ディナーショー「Verde」

1999年
- 1月2日～2月7日、TAKARAZUKA1000days劇場「黒い瞳／ル・ボレロ・ルージュ」雪の精、反乱軍の女／オピウム・ボーイ、Wトリオ、ほか
- 1月19日、東京新人公演「黒い瞳」パラーシカ（本役：西條三恵）
- 1月25日、東京宝塚劇場「逸翁デー～宝塚ホームカミング～」
- 2月18日～19日、松坂屋名古屋店 宝塚市観光キャンペーン
- 3月20日～4月4日、バウホール「から騒ぎ」ルージュ・パレット ＊ヒロイン
- 5月14日～6月21日、宝塚大劇場「螺旋のオルフェ／ノバ・ボサ・ノバ」踊るパリの女、ほか／紫の蝶、真珠の女、ほか
- 5月28日～29日、宝塚大劇場 TCAスペシャル「ハロー・ワンダフルタイム!」
- 6月8日、新人公演「ノバ・ボサ・ノバ」ビーナス（本役：水沢葉月）
- 7月18日～29日、神戸・東京特別公演「ブエノスアイレスの風」リリアナ
- 8月20日～9月27日、TAKARAZUKA1000days劇場「螺旋のオルフェ／ノバ・ボサ・ノバ」踊るパリの女、ほか／紫の蝶、真珠の女、ほか
- 8月31日、東京新人公演「ノバ・ボサ・ノバ」ビーナス（本役：水沢葉月）
- 10月28日～11月9日、中国北京・上海公演「夢幻花絵巻／ブラボー!タカラヅカ」桜の娘、ロマネスク・コーラス、ボレロルージュ女、ほか
- 12月18日～28日、シアタードラマシティ「プロヴァンスの碧い空」アンヌ＝マリー、小間使い

2000年
- 2月19日～4月3日、宝塚大劇場「LUNA／BLUE MOON BLUE」メグ、メンバー女、ほか／ウサギ、赤い光、ほか
- 3月14日、新人公演「LUNA」ポーラ（本役：夏河ゆら）
- 5月12日～6月26日、TAKARAZUKA1000days劇場「LUNA/BLUE MOON BLUE」イブ、ほか／ウサギ、ザキ、赤い光、ほか
- 5月23日、東京新人公演「LUNA」ポーラ（本役：夏河ゆら）
- 8月1日～21日、博多座公演「LUNA／BLUE MOON BLUE」メンバー女、看護婦、ほか／ウサギ、ザキ、赤い光、ほか
- 9月1日～2日、TCAスペシャル「KING OF REVUE」
- 9月29日～11月6日、宝塚大劇場「ゼンダ城の虜／ジャズマニア」女官／ハーレムドール、キャシー、ほか
- 10月17日、新人公演「ゼンダ城の虜」ヘルガ（本役：夏河ゆら）

2001年
- 1月1日～2月12日、新東京宝塚劇場こけら落とし公演「いますみれ花咲く／愛のソナタ」すみれの娘／ゾフィー（子供）、ほか
- 1月16日、新人公演「愛のソナタ」アンニーナ（本役：夏河ゆら）
- 1月25日、宝塚大劇場「[逸翁デー～宝塚ホームカミング～」
- 3月10日～31日、シアタードラマシティ・赤坂ACTシアター「Practical Joke」カトリーヌ・ロエベ
- 5月18日～7月2日、宝塚大劇場「愛のソナタ/ESP!!」ゾフィー（子供）、ほか／踊る女A、歌う少女、ほか
- 6月1日～2日、TCAスペシャル「タカラヅカ 夢世紀」
- 6月12日、新人公演「愛のソナタ」アンニーナ（本役：夏河ゆら）
- 7月6日～8日、第3回TCAミュージックサロン「エンカレッジコンサート」
- 8月18日～9月24日、東京宝塚劇場「大海賊 -復讐のカリブ海-／ジャズマニア」ウミネコ／ダウンタウンガール、GI娘（A）、ほか
- 9月4日、東京新人公演「大海賊 -復讐のカリブ海-」エレーヌ（本役：映美くらら）＊ヒロイン

### 星組時代
2001年
- 11月16日～12月23日、東京宝塚劇場「花の業平 -忍ぶの乱れ-／サザンクロス・レビューII」若葉／カリオカの女A、パレードの女A、ほか
- 12月4日、東京新人公演「花の業平 -忍ぶの乱れ-」高子（本役：渚あき）＊ヒロイン

2002年
- 2月2日～21日、中日劇場「花の業平 -忍ぶの乱れ-／サザンクロス・レビューII」若葉／カリオカの女A、パレードの女A、ほか
- 4月12日～5月20日、宝塚大劇場「プラハの春／LUCKY STAR!」モニカ／ラッキースター（女）A、レディーA、ほか
- 5月7日、新人公演「プラハの春」テレザ（本役：秋園美緒）
- 6月6日～7日、TCAスペシャル2002東京宝塚劇場「DREAM」
- 6月28日～8月11日、東京宝塚劇場「プラハの春／LUCKY STAR!」モニカ／ラッキースター（女）A、レディーA、ほか
- 5月7日、東京新人公演「プラハの春」テレザ（本役：秋園美緒）
- 9月7日～27日、バウホール／東京特別公演「ヴィンターガルテン」ヒルダ・ギンテル／レオナ・ギンテル（二役）＊ヒロイン
- 11月22日～12月24日、宝塚大劇場「ガラスの風景／バビロン -浮遊する摩天楼-」プリシラ／娘A、街の女A（ルージュ）、ほか
- 12月10日、新人公演「ガラスの風景」ヘレン・シモンズ（本役：万里柚美）

2003年
- 2月14日～3月23日、東京宝塚劇場「ガラスの風景／バビロン -浮遊する摩天楼-」プリシラ／娘A、街の女A（ルージュ）、ほか
- 2月25日、東京新人公演「ガラスの風景」ヘレン・シモンズ（本役：万里柚美）
- 4月26日～5月18日、全国ツアー「蝶・恋－燃え尽きるとも－／サザンクロス・レビューIII」
- 6月5日～6日、TCAスペシャル2003「ディア・グランド・シアター」
- 7月11日～8月18日、宝塚大劇場「王家に捧ぐ歌」女官アウウィル
- 9月19日～11月3日、東京宝塚劇場「王家に捧ぐ歌」女官アウウィル
- 12月7日～27日、バウホール／東京特別公演「巌流－散りゆきし花の舞－」伊藤椿 ＊ヒロイン

2004年
- 2月20日～3月28日、宝塚大劇場「1914・愛／タカラヅカ絢爛 -灼熱のカリビアン・ナイト-」マリー・ローランサン／アダ（女）A、ニニャA、星の砂A、ほか
- 4月1日、宝塚歌劇90周年記念式典
- 5月7日～6月6日、東京宝塚劇場「1914・愛／タカラヅカ絢爛 -灼熱のカリビアン・ナイト-」マリー・ローランサン／アダ（女）A、ニニャA、星の砂A、ほか
- 7月13日、TCAスペシャル2004「タカラヅカ90～100年への道～」
- 8月1日～23日、博多座「花舞う長安／ロマンチカ宝塚'04」芳楽公主、琳花／花市場の少女S、踊る女A、ほか
- 10月1日～11月8日、宝塚大劇場「花舞う長安／ロマンチカ宝塚'04」琳花／花市場の少女S、踊る女A、パレードの女A、ほか
- 10月12日、宝塚歌劇90周年記念大運動会
- 11月26日～12月26日、東京宝塚劇場「花舞う長安／ロマンチカ宝塚'04」琳花／花市場の少女S、踊る女A、パレードの女A、ほか

## 宝塚退団後の主な出演

### 舞台
- 2006年3月、「滝沢演舞城」(新橋演舞場)
- 2007年8月、地球ゴージャスプロデュース公演Vol.9「ささやき色のあの日たち」
- 2008年12月、ミュージカル「愛と青春の宝塚　～恋よりも命よりも～」（新宿コマ劇場　他）
- 2010年2月、小倉久寛ひとり立ち公演Vol.2「ウノ！ドス！トレス！～おためし企画スマイルツアー～」（シアターサンモール）
- 2010年3月、「ロイヤルホ☆ト」（築地本願寺ブディストホール）
- 2010年4月、ルドビコ★vol.6「HAMLET - 青い薔薇のくちづけ - 」（HARAJUKU QUEST HALL）
- 2010年8月、「Good+Will...中野支店」（中野ポケット）
- 2010年9月、Jack in　the Rocks feat. 演劇集団アーバンフォレスト「今度はオセロ」（シアターサンモール）
- 2010年12月、ミュージカル「トゥルークリスマス」（東京芸術劇場小ホール）
- 2011年2月、ミュージカル「愛と青春の宝塚　～恋よりも命よりも～」（青山劇場・梅田芸術劇場）
- 2011年6月、「風と共に去りぬ」（梅田芸術劇場・帝国劇場）- スエレン・オハラ 役
- 2011年9月、「Lipsynca～ヒールをはいたオトコ!?たち～」（シアターサンモール）
- 2012年7月、 THE SHOW「EXTENSION」
- 2012年8月、「夏のバッキャロー!!」（シアターサンモール）
- 2012年9月、「理系ヲタが、船上で恋する確率」（新国立劇場小劇場）
- 2012年11月、水木英昭プロデュースvol.14 Entertainment Human Comedy！「SAMURAI挽歌Ⅱ」（紀伊國屋ホール・ABCホール・名古屋市芸術創造センター）
- 2012年12月、朗読劇「しっぽのなかまたち」（全労済ホールスペース・ゼロ）
- 2013年2月、「冬のバッキャロー!!」岡田酒造編完結! （笹塚ファクトリー）
- 2013年8月、劇団ウルトラマンション「殺し屋にくびったけ」（高円寺　明石スタジオ）
- 2013年11月、IOH　produce 「キミサリ～きみ去りしのち　2013」（赤坂　RED/THEATER）

### テレビドラマ
- マチベン（2007年4月、NHK）
- 東京大空襲（2008年3月、日本テレビ系）
- サザンオールスターズ30th×日本テレビ55th、33曲連作ドラマスペシャル「the波乗りレストラン」第27話（2008年11月、日本テレビ系）
- MW-ムウ- 第0章 〜悪魔のゲーム〜（2009年6月30日、日本テレビ系） - 飲食店店員 役
- クロヒョウ2 龍が如く 阿修羅編（2012年4月26日、TBS系）
- 土曜ワイド劇場 おかしな刑事 居眠り刑事とエリート女警視の父娘捜査11（2014年6月7日、テレビ朝日系） - 新田加奈子 役
- 金曜プレステージ 西村京太郎スペシャル 警部補・佐々木丈太郎7（2014年6月20日、フジテレビ系） - 斉藤美香 役
- 変身（2014年7月27日 - 、WOWOW） - 京極玲子 役

### 映画
- Viva! Kappe（2010年） - 前田麻衣 役

### CM
- 大阪ガス（2006年10月 - ）
- ライオン スクラート胃腸薬（2012年10月 - ）

### その他
- 携帯ショートドラマ「100シーンの恋・Vol.3」（2008年）